# Броеница на Бейли
Броеницата на Бейли е явление, свързано със слънчевите затъмнения, при което се наблюдават частични проблясвания от затъмненото Слънце, близо до лимба на Луната, които се дължат на факта, че лунната повърхност не е гладка, а по нея се наблюдават планини, низини и пр.
Явлението е наречено на Франсис Бейли, който за пръв път го наблюдава през 1836.